# Église de la Nativité-de-la-Mère-de-Dieu de Beljajka
Pour les articles homonymes, voir Église de la Nativité-de-la-Mère-de-Dieu.
L'Église de la Nativité-de-la-Mère-de-Dieu de Beljajka (en serbe cyrillique : Црква Рођења Богородице у Бељајки ; en serbe latin : Crkva Rođenja Bogorodice u Beljajki) est une église orthodoxe serbe située à Beljajka, dans la municipalité de Despotovac et dans le district de Pomoravlje en Serbie. Elle est inscrite sur la liste des monuments culturels protégés de la république de Serbie (identifiant no SK 258).
L'église est souvent désignée comme l'« église blanche » (en serbe : bela crkva).

## Présentation

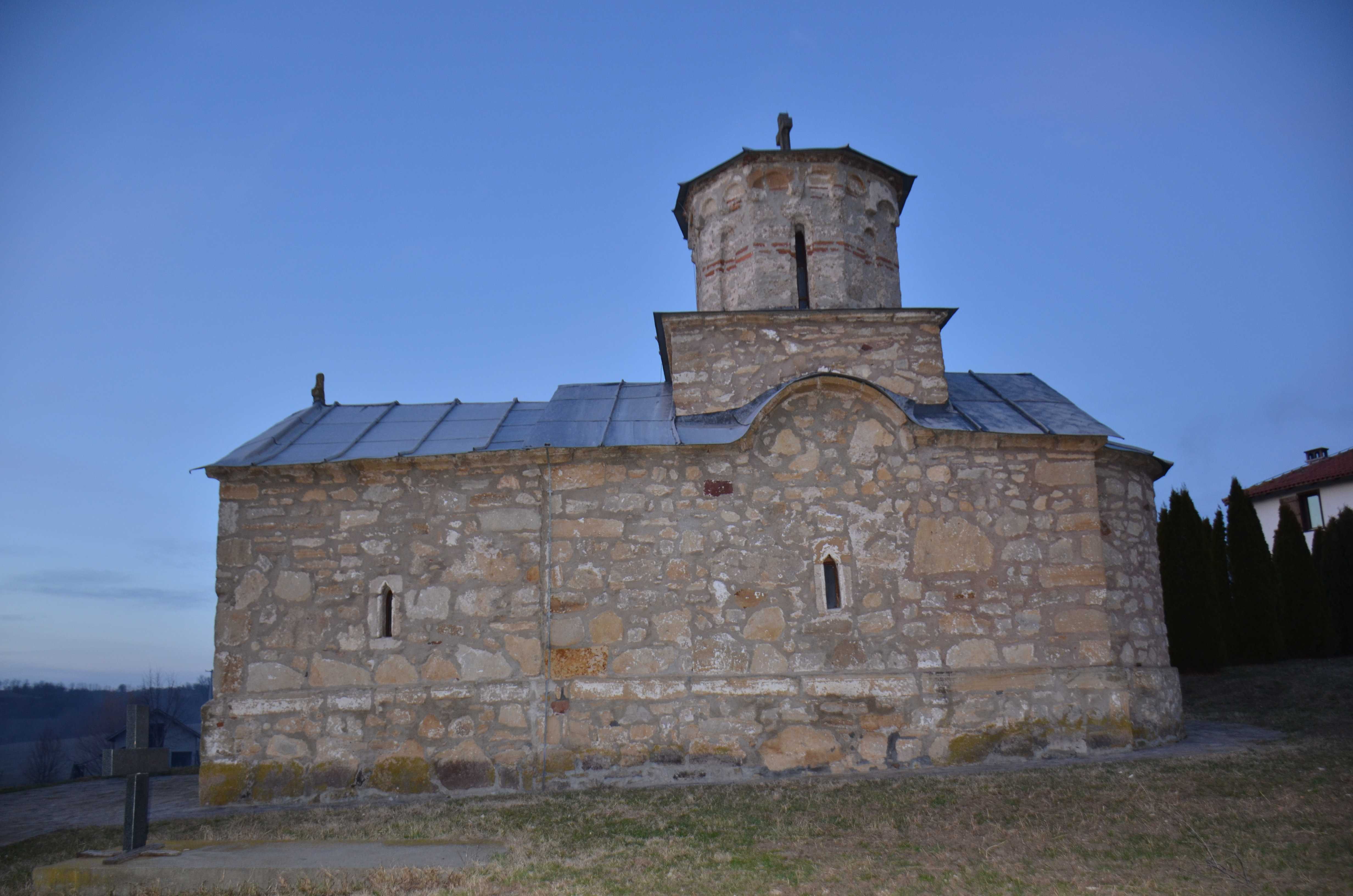
Autre vue de l'église.

L'église est située à quelques kilomètres à l'est du village de Beljajka. Selon la tradition populaire, elle a été construite au XVe siècle, en même temps que le monastère de Manasija. En revanche, par son architecture, elle rappelle de nombreux petits bâtiments religieux de l'époque du Despotat. Une inscription en vieux-slave mentionne que l'église a été restaurée en de fond en comble en 1796 et que la peinture intérieure de l'édifice a été achevée à cette date. L'iconostase, quant à elle, a été réalisée en 1800.

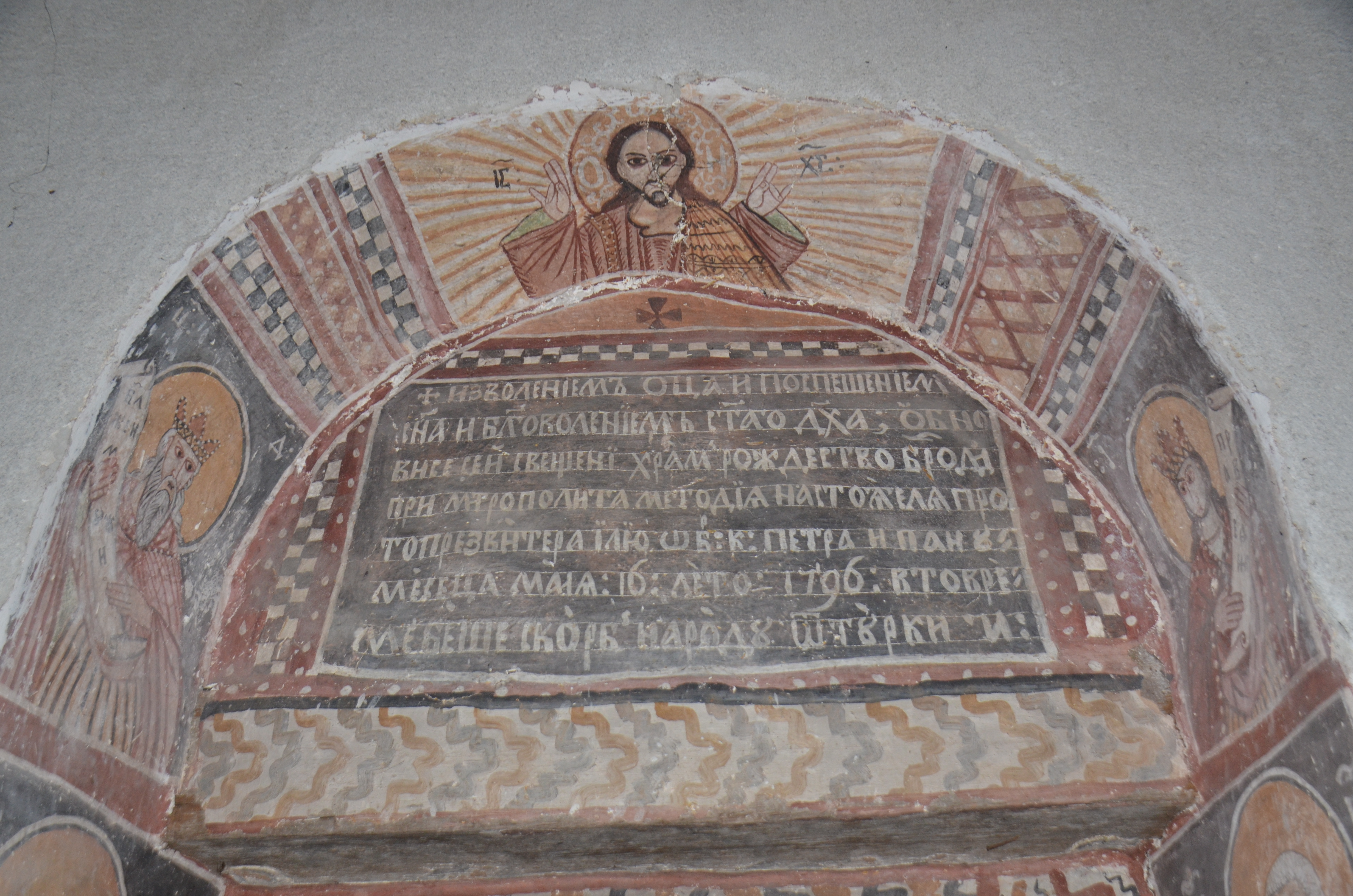
Inscription en vieux-slave à propos de la reconstruction de 1796.
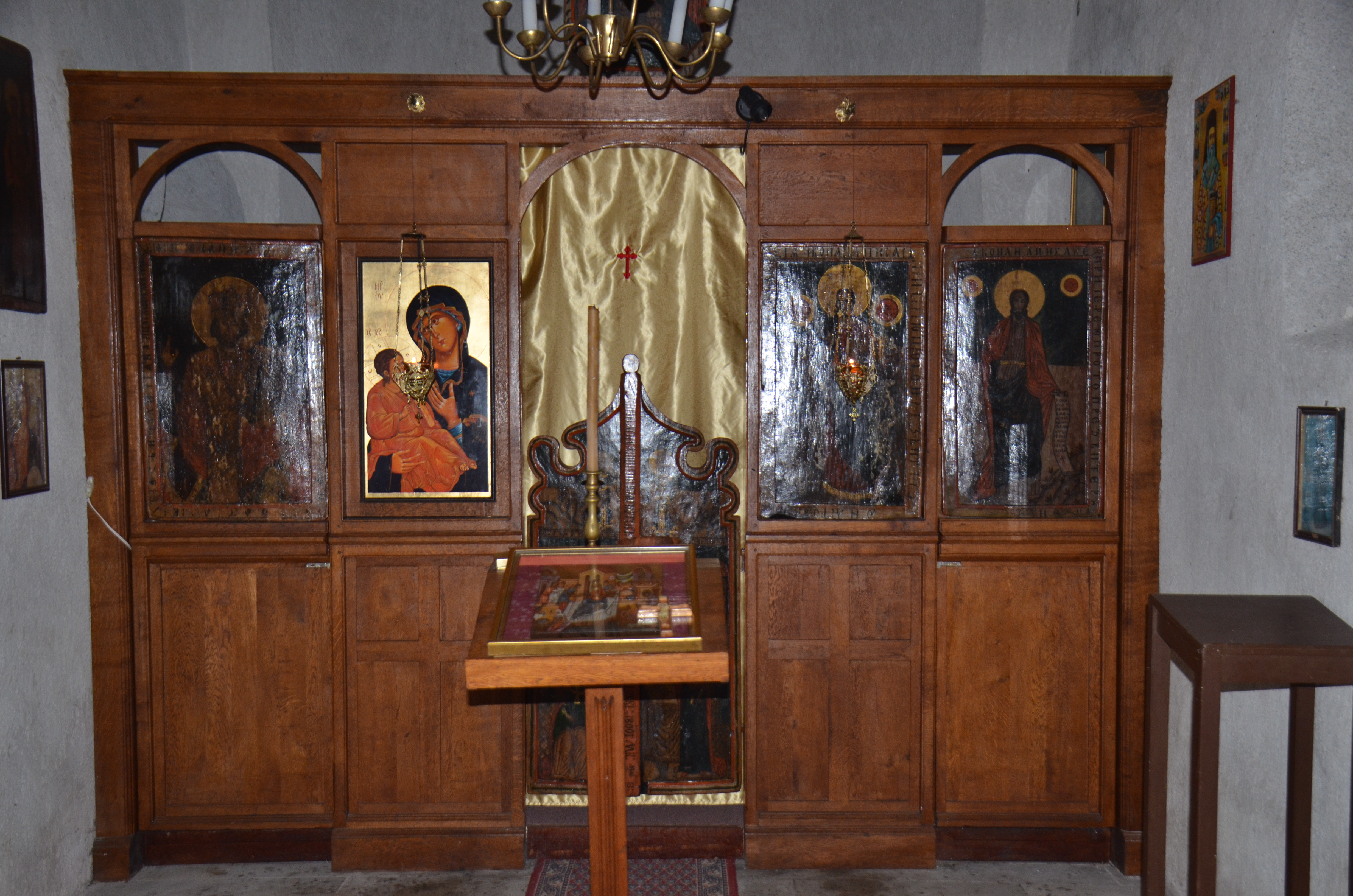
L'iconostase.

L'église, de dimensions modestes, mesure 10 m de long sur 4,5 m de large. Elle est dotée d'une nef unique avec un plan tréflé peu apparent à l'extérieur. Elle est construite en pierres et en grès et elle doit son caractère décoratif au mélange de la pierre et de la brique, à une frise avec des arcatures peu profondes et à quelques fenêtres géminées dont certaines sont aveugles. Au-dessus de la partie centrale de la nef s'élève une coupole polygonale reposant sur un tambour carré avec des pendentifs.
À l'ouest de l'édifice se trouve un petit narthex, avec des niches au nord et sud ; l'une d'entre elles abrite un petit baptistère. La zone de l'autel se termine par une abside demi-circulaire et, sur les côtés, se trouvent les espaces pour le diakonikon et la proscomidie. Le mur occidental de la nef conserve des fragments de fresques représentant le Christ, Salomon, David et saint Étienne.